# なんだ君は!?TV
『なんだ君は!?TV』（なんだきみは!?ティーヴィー）は、TBS系列で放送されていたドキュメントバラエティ番組である。前身番組の『ワンナイトスタディ』を2011年3月30日（29日深夜）に放送した。2012年7月30日よりレギュラー放送開始。同年10月29日で終了。

## 概要
ジャーナリストの田原総一朗精神のもと、日本が生んだ理解不能な新人類に密着。
ゲストが最も深く取材し田原に近づいたジャーナリストに贈られるベストオブ田原を決める。第3回ではゲストが押したなんだ君はポイントによりベストオブ田原を決める。

## 出演者

### MC
- 若林正恭（オードリー）

### 芸人ジャーナリスト
レギュラー版
- 春日俊彰（オードリー）- キャプテンジャーナリスト
- 平成ノブシコブシ（吉村崇・徳井健太）
- スリムクラブ（真栄田賢・内間政成）
- オリエンタルラジオ（中田敦彦・藤森慎吾）
- ハライチ（岩井勇気・澤部佑）
- 狩野英孝

特番第1回
- 春日俊彰（オードリー）
- 平成ノブシコブシ（吉村崇・徳井健太）
- スリムクラブ（真栄田賢・内間政成）
- ハライチ（澤部佑・岩井勇気）

特番第2回
- 春日俊彰（オードリー）
- オリエンタルラジオ（中田敦彦・藤森慎吾）
- スリムクラブ（真栄田賢・内間政成）
- しずる（村上純・池田一真）
- ハライチ（澤部佑・岩井勇気）

特番第3回
- 春日俊彰（オードリー）
- 狩野英孝
- オリエンタルラジオ（中田敦彦・藤森慎吾）
- スリムクラブ（真栄田賢・内間政成）
- ハライチ（澤部佑・岩井勇気）
- 平成ノブシコブシ（吉村崇・徳井健太）

### コメンテーター
- 名越康文

## ネット局

### 第1回
| 放送対象地域 | 放送局                | 系列    | 放送日時                             | 遅れ日数  |
| ------------ | --------------------- | ------- | ------------------------------------ | --------- |
| 関東広域圏   | TBSテレビ（TBS）      | TBS系列 | 2011年8月6日 16:00 - 16:54           | 制作局    |
| 大分県       | 大分放送（OBS）       | TBS系列 | 2011年10月4日（3日深夜） 0:25 - 1:20 | 58日遅れ  |
| 静岡県       | 静岡放送（SBS）       | TBS系列 | 2011年10月23日 16:00 - 16:55         | 78日遅れ  |
| 愛媛県       | あいテレビ（ITV）     | TBS系列 | 2011年10月30日 14:00 - 15:00         | 85日遅れ  |
| 山形県       | テレビユー山形（TUY） | TBS系列 | 2011年11月5日 16:00 - 16:54          | 91日遅れ  |
| 岩手県       | IBC岩手放送（IBC）    | TBS系列 | 2012年1月9日 16:53 - 17:45           | 156日遅れ |
| 福島県       | テレビユー福島（TUF） | TBS系列 | 2012年8月12日 15:00 - 15:54          | 372日遅れ |

### 第2回
| 放送対象地域  | 放送局                    | 系列    | 放送日時                    | 遅れ日数   |
| ------------- | ------------------------- | ------- | --------------------------- | ---------- |
| 関東広域圏    | TBSテレビ（TBS）          | TBS系列 | 2012年3月30日 21:00 - 22:48 | 制作局     |
| 北海道        | 北海道放送（HBC）         | TBS系列 | 2012年3月30日 21:00 - 22:48 | 同時ネット |
| 青森県        | 青森テレビ（ATV）         | TBS系列 | 2012年3月30日 21:00 - 22:48 | 同時ネット |
| 岩手県        | IBC岩手放送（IBC）        | TBS系列 | 2012年3月30日 21:00 - 22:48 | 同時ネット |
| 宮城県        | 東北放送（TBC）           | TBS系列 | 2012年3月30日 21:00 - 22:48 | 同時ネット |
| 山形県        | テレビユー山形（TUY）     | TBS系列 | 2012年3月30日 21:00 - 22:48 | 同時ネット |
| 福島県        | テレビユー福島（TUF）     | TBS系列 | 2012年3月30日 21:00 - 22:48 | 同時ネット |
| 山梨県        | テレビ山梨（UTY）         | TBS系列 | 2012年3月30日 21:00 - 22:48 | 同時ネット |
| 新潟県        | 新潟放送（BSN）           | TBS系列 | 2012年3月30日 21:00 - 22:48 | 同時ネット |
| 長野県        | 信越放送（SBC）           | TBS系列 | 2012年3月30日 21:00 - 22:48 | 同時ネット |
| 静岡県        | 静岡放送（SBS）           | TBS系列 | 2012年3月30日 21:00 - 22:48 | 同時ネット |
| 富山県        | チューリップテレビ（TUT） | TBS系列 | 2012年3月30日 21:00 - 22:48 | 同時ネット |
| 石川県        | 北陸放送（MRO）           | TBS系列 | 2012年3月30日 21:00 - 22:48 | 同時ネット |
| 中京広域圏    | 中部日本放送（CBC）       | TBS系列 | 2012年3月30日 21:00 - 22:48 | 同時ネット |
| 近畿広域圏    | 毎日放送（MBS）           | TBS系列 | 2012年3月30日 21:00 - 22:48 | 同時ネット |
| 鳥取県 島根県 | 山陰放送（BSS）           | TBS系列 | 2012年3月30日 21:00 - 22:48 | 同時ネット |
| 岡山県 香川県 | 山陽放送（RSK）           | TBS系列 | 2012年3月30日 21:00 - 22:48 | 同時ネット |
| 広島県        | 中国放送（RCC）           | TBS系列 | 2012年3月30日 21:00 - 22:48 | 同時ネット |
| 山口県        | テレビ山口（tys）         | TBS系列 | 2012年3月30日 21:00 - 22:48 | 同時ネット |
| 愛媛県        | あいテレビ（ITV）         | TBS系列 | 2012年3月30日 21:00 - 22:48 | 同時ネット |
| 高知県        | テレビ高知（KUTV）        | TBS系列 | 2012年3月30日 21:00 - 22:48 | 同時ネット |
| 福岡県        | RKB毎日放送（RKB）        | TBS系列 | 2012年3月30日 21:00 - 22:48 | 同時ネット |
| 長崎県        | 長崎放送（NBC）           | TBS系列 | 2012年3月30日 21:00 - 22:48 | 同時ネット |
| 熊本県        | 熊本放送（RKK）           | TBS系列 | 2012年3月30日 21:00 - 22:48 | 同時ネット |
| 大分県        | 大分放送（OBS）           | TBS系列 | 2012年3月30日 21:00 - 22:48 | 同時ネット |
| 宮崎県        | 宮崎放送（MRT）           | TBS系列 | 2012年3月30日 21:00 - 22:48 | 同時ネット |
| 鹿児島県      | 南日本放送（MBC）         | TBS系列 | 2012年3月30日 21:00 - 22:48 | 同時ネット |
| 沖縄県        | 琉球放送（RBC）           | TBS系列 | 2012年3月30日 21:00 - 22:48 | 同時ネット |

### 第3回
| 放送対象地域  | 放送局名                  | 系列    | 放送日時                   | 遅れ日数   |
| ------------- | ------------------------- | ------- | -------------------------- | ---------- |
| 関東広域圏    | TBSテレビ（TBS）          | TBS系列 | 2012年7月5日 21:00 - 22:48 | 制作局     |
| 北海道        | 北海道放送（HBC）         | TBS系列 | 2012年7月5日 21:00 - 22:48 | 同時ネット |
| 青森県        | 青森テレビ（ATV）         | TBS系列 | 2012年7月5日 21:00 - 22:48 | 同時ネット |
| 岩手県        | IBC岩手放送（IBC）        | TBS系列 | 2012年7月5日 21:00 - 22:48 | 同時ネット |
| 宮城県        | 東北放送（TBC）           | TBS系列 | 2012年7月5日 21:00 - 22:48 | 同時ネット |
| 山形県        | テレビユー山形（TUY）     | TBS系列 | 2012年7月5日 21:00 - 22:48 | 同時ネット |
| 福島県        | テレビユー福島（TUF）     | TBS系列 | 2012年7月5日 21:00 - 22:48 | 同時ネット |
| 山梨県        | テレビ山梨（UTY）         | TBS系列 | 2012年7月5日 21:00 - 22:48 | 同時ネット |
| 新潟県        | 新潟放送（BSN）           | TBS系列 | 2012年7月5日 21:00 - 22:48 | 同時ネット |
| 長野県        | 信越放送（SBC）           | TBS系列 | 2012年7月5日 21:00 - 22:48 | 同時ネット |
| 静岡県        | 静岡放送（SBS）           | TBS系列 | 2012年7月5日 21:00 - 22:48 | 同時ネット |
| 富山県        | チューリップテレビ（TUT） | TBS系列 | 2012年7月5日 21:00 - 22:48 | 同時ネット |
| 石川県        | 北陸放送（MRO）           | TBS系列 | 2012年7月5日 21:00 - 22:48 | 同時ネット |
| 中京広域圏    | 中部日本放送（CBC）       | TBS系列 | 2012年7月5日 21:00 - 22:48 | 同時ネット |
| 近畿広域圏    | 毎日放送（MBS）           | TBS系列 | 2012年7月5日 21:00 - 22:48 | 同時ネット |
| 鳥取県 島根県 | 山陰放送（BSS）           | TBS系列 | 2012年7月5日 21:00 - 22:48 | 同時ネット |
| 岡山県 香川県 | 山陽放送（RSK）           | TBS系列 | 2012年7月5日 21:00 - 22:48 | 同時ネット |
| 広島県        | 中国放送（RCC）           | TBS系列 | 2012年7月5日 21:00 - 22:48 | 同時ネット |
| 山口県        | テレビ山口（tys）         | TBS系列 | 2012年7月5日 21:00 - 22:48 | 同時ネット |
| 愛媛県        | あいテレビ（ITV）         | TBS系列 | 2012年7月5日 21:00 - 22:48 | 同時ネット |
| 高知県        | テレビ高知（KUTV）        | TBS系列 | 2012年7月5日 21:00 - 22:48 | 同時ネット |
| 福岡県        | RKB毎日放送（RKB）        | TBS系列 | 2012年7月5日 21:00 - 22:48 | 同時ネット |
| 長崎県        | 長崎放送（NBC）           | TBS系列 | 2012年7月5日 21:00 - 22:48 | 同時ネット |
| 熊本県        | 熊本放送（RKK）           | TBS系列 | 2012年7月5日 21:00 - 22:48 | 同時ネット |
| 大分県        | 大分放送（OBS）           | TBS系列 | 2012年7月5日 21:00 - 22:48 | 同時ネット |
| 宮崎県        | 宮崎放送（MRT）           | TBS系列 | 2012年7月5日 21:00 - 22:48 | 同時ネット |
| 鹿児島県      | 南日本放送（MBC）         | TBS系列 | 2012年7月5日 21:00 - 22:48 | 同時ネット |
| 沖縄県        | 琉球放送（RBC）           | TBS系列 | 2012年7月5日 21:00 - 22:48 | 同時ネット |

### レギュラー版
| 放送対象地域 | 放送局                | 系列    | 放送日時                     | 放送期間                       | 遅れ日数   |
| ------------ | --------------------- | ------- | ---------------------------- | ------------------------------ | ---------- |
| 関東広域圏   | TBSテレビ（TBS）      | TBS系列 | 月曜 23:50 - 翌0:20          | 2012年7月30日 - 10月29日       | 制作局     |
| 北海道       | 北海道放送（HBC）     | TBS系列 | 月曜 23:50 - 翌0:20          | 2012年7月30日 - 10月29日       | 同時ネット |
| 山形県       | テレビユー山形（TUY） | TBS系列 | 月曜 23:50 - 翌0:20          | 2012年7月30日 - 10月29日       | 同時ネット |
| 新潟県       | 新潟放送（BSN）       | TBS系列 | 月曜 23:50 - 翌0:20          | 2012年7月30日 - 10月29日       | 同時ネット |
| 静岡県       | 静岡放送（SBS）       | TBS系列 | 月曜 23:50 - 翌0:20          | 2012年7月30日 - 10月29日       | 同時ネット |
| 石川県       | 北陸放送（MRO）       | TBS系列 | 月曜 23:50 - 翌0:20          | 2012年7月30日 - 10月29日       | 同時ネット |
| 長崎県       | 長崎放送（NBC）       | TBS系列 | 月曜 23:50 - 翌0:20          | 2012年7月30日 - 10月29日       | 同時ネット |
| 宮城県       | 東北放送（TBC）       | TBS系列 | 月曜 23:50 - 翌0:20          | 2012年8月13日 - 10月29日       | 同時ネット |
| 福島県       | テレビユー福島（TUF） | TBS系列 | 月曜 23:50 - 翌0:20          | 2012年8月13日 - 10月29日       | 同時ネット |
| 岩手県       | IBC岩手放送（IBC）    | TBS系列 | 月曜 23:50 - 翌0:20          | 2012年10月8日 - 10月29日       | 同時ネット |
| 中京広域圏   | 中部日本放送（CBC）   | TBS系列 | 木曜 0:20 - 0:55（水曜深夜） | 2012年8月16日 - 9月27日        | 16日遅れ   |
| 福岡県       | RKB毎日放送（RKB）    | TBS系列 | 火曜 0:20 - 0:50（月曜深夜） | 2012年8月28日 - 11月13日       | 14日遅れ   |
| 広島県       | 中国放送（RCC）       | TBS系列 | 金曜 0:20 - 0:50（木曜深夜） | 2012年10月19日 - 2013年1月18日 | 88日遅れ   |

### 第4回
| 放送対象地域  | 放送局名                  | 系列    | 放送日時                    | 遅れ日数   |
| ------------- | ------------------------- | ------- | --------------------------- | ---------- |
| 関東広域圏    | TBSテレビ（TBS）          | TBS系列 | 2013年3月28日 21:00 - 22:48 | 制作局     |
| 北海道        | 北海道放送（HBC）         | TBS系列 | 2013年3月28日 21:00 - 22:48 | 同時ネット |
| 青森県        | 青森テレビ（ATV）         | TBS系列 | 2013年3月28日 21:00 - 22:48 | 同時ネット |
| 岩手県        | IBC岩手放送（IBC）        | TBS系列 | 2013年3月28日 21:00 - 22:48 | 同時ネット |
| 宮城県        | 東北放送（TBC）           | TBS系列 | 2013年3月28日 21:00 - 22:48 | 同時ネット |
| 山形県        | テレビユー山形（TUY）     | TBS系列 | 2013年3月28日 21:00 - 22:48 | 同時ネット |
| 福島県        | テレビユー福島（TUF）     | TBS系列 | 2013年3月28日 21:00 - 22:48 | 同時ネット |
| 山梨県        | テレビ山梨（UTY）         | TBS系列 | 2013年3月28日 21:00 - 22:48 | 同時ネット |
| 新潟県        | 新潟放送（BSN）           | TBS系列 | 2013年3月28日 21:00 - 22:48 | 同時ネット |
| 長野県        | 信越放送（SBC）           | TBS系列 | 2013年3月28日 21:00 - 22:48 | 同時ネット |
| 静岡県        | 静岡放送（SBS）           | TBS系列 | 2013年3月28日 21:00 - 22:48 | 同時ネット |
| 富山県        | チューリップテレビ（TUT） | TBS系列 | 2013年3月28日 21:00 - 22:48 | 同時ネット |
| 石川県        | 北陸放送（MRO）           | TBS系列 | 2013年3月28日 21:00 - 22:48 | 同時ネット |
| 中京広域圏    | 中部日本放送（CBC）       | TBS系列 | 2013年3月28日 21:00 - 22:48 | 同時ネット |
| 近畿広域圏    | 毎日放送（MBS）           | TBS系列 | 2013年3月28日 21:00 - 22:48 | 同時ネット |
| 鳥取県 島根県 | 山陰放送（BSS）           | TBS系列 | 2013年3月28日 21:00 - 22:48 | 同時ネット |
| 岡山県 香川県 | 山陽放送（RSK）           | TBS系列 | 2013年3月28日 21:00 - 22:48 | 同時ネット |
| 広島県        | 中国放送（RCC）           | TBS系列 | 2013年3月28日 21:00 - 22:48 | 同時ネット |
| 山口県        | テレビ山口（tys）         | TBS系列 | 2013年3月28日 21:00 - 22:48 | 同時ネット |
| 愛媛県        | あいテレビ（ITV）         | TBS系列 | 2013年3月28日 21:00 - 22:48 | 同時ネット |
| 高知県        | テレビ高知（KUTV）        | TBS系列 | 2013年3月28日 21:00 - 22:48 | 同時ネット |
| 福岡県        | RKB毎日放送（RKB）        | TBS系列 | 2013年3月28日 21:00 - 22:48 | 同時ネット |
| 長崎県        | 長崎放送（NBC）           | TBS系列 | 2013年3月28日 21:00 - 22:48 | 同時ネット |
| 熊本県        | 熊本放送（RKK）           | TBS系列 | 2013年3月28日 21:00 - 22:48 | 同時ネット |
| 大分県        | 大分放送（OBS）           | TBS系列 | 2013年3月28日 21:00 - 22:48 | 同時ネット |
| 宮崎県        | 宮崎放送（MRT）           | TBS系列 | 2013年3月28日 21:00 - 22:48 | 同時ネット |
| 鹿児島県      | 南日本放送（MBC）         | TBS系列 | 2013年3月28日 21:00 - 22:48 | 同時ネット |
| 沖縄県        | 琉球放送（RBC）           | TBS系列 | 2013年3月28日 21:00 - 22:48 | 同時ネット |

## スタッフ
- ナレーター：若本規夫
- 構成：島津秀泰・木野聡・戸田倫彰/石原健次
- リサーチ：但馬昌樹・瀬川聖朝
- TM：金澤健一
- TD：寺尾昭彦
- カメラ：中村年正
- 音声：山羽稔
- 照明：中川清志
- 編集：栗原愛
- MA：細川尚史
- 音効：若林雄二
- 美術プロデューサー・デザイナー：石井健将
- 装置：谷平信二・田上雄一郎
- キャスティングプロデューサー：小野由映子
- マネージメントプロデューサー：稲見亜矢
- AD：布施好則・森田佐知子・矢野達也
- AP：水上智栄子
- ディレクター：大城浩一郎・妹尾篤志・岩永紗代美・赤堀哲也・佐藤秀樹・小林悦子
- プロデューサー：御法川隼斗・原田政彦・菅大輔
- エグゼクティブプロデューサー：安田淳
- 総合演出：神尾祐輔
- 製作協力：LOCOMOTION、SCRATCH
- 製作著作：TBS